# Kama (gud)

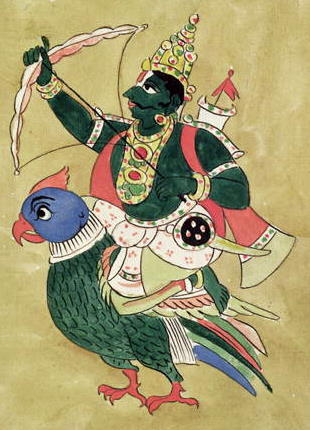
Kama

Kama ("kärlek" eller "åtrå") är i indisk mytologi en skapelsegud som bistod Agni. Son till Dharma.
Kama brukar gestaltas som ung förälskad man, och liksom Cupido skjuter han lite godtyckligt kärlekspilar omkring sig. Kama var ursprungligen en kärleksgud.